# Rigoberto Lozada
Pour les articles homonymes, voir Lozada.
Rigoberto Lozada Perdomo Joselo, alias Joselo, est un fondateur et ancien dirigeant des Forces armées révolutionnaires de Colombie (FARC), mort le 14 octobre 1992 à l'âge de 64 ans. Dirigeant agraire dès les années 1950 dans le sud du Tolima, Lozada participe aux combats de Marquetalia en 1964, date à partir de laquelle il est recherché par les autorités pour association de malfaiteurs, homicide et deux autres chefs d'accusation.
Membre du secrétariat des FARC dès sa création en 1969, Lozada organise plusieurs actions de la guérilla jusqu'en 1983. Par la suite, il aurait été marginalisé au sein de l'appareil militaire des FARC, en particulier à cause de sa santé précaire. Il reste toutefois membre de l'État-major de l'organisation, se concentrant sur l'organisation de milices urbaines liées aux FARC, en particulier à Viotá (Cundinamarca), et à Bogota. Il est abattu à Bogotá le 14 octobre 1992 en compagnie de son garde du corps après un affrontement avec une patrouille militaire.